# Maria J. Esteban
Maria J. Esteban, née en 1956 à Alonsotegi (Biscaye, en Espagne), est une mathématicienne française d'origine basque. Elle travaille sur les équations aux dérivées partielles, les inégalités fonctionnelles, les méthodes variationnelles, la physique mathématique et des applications en chimie quantique. Elle a aussi travaillé sur les interactions fluide-structure.

## Biographie
Après des études universitaires à l'université du Pays Basque, elle poursuit sa thèse de doctorat à l'université Pierre-et-Marie-Curie sous la direction de Pierre-Louis Lions. Depuis la fin de sa thèse (soutenue en 1987) elle est chercheuse au CNRS, où elle est directrice de recherche émérite. Elle est membre du CEREMADE, laboratoire de recherche de l'université Paris-Dauphine.
Elle assume de nombreuses fonctions dans la communauté mathématique internationale. Elle a été présidente de la Société de mathématiques appliquées et industrielles entre 2009 et 2012 puis coordinatrice du comité de mathématiques appliquées de la Société mathématique européenne en 2012-2013 et membre du comité d'organisation du Forward Look "Mathematics and Industry" de la Fondation européenne pour la science. Elle a été présidente de l'ICIAM entre 2015 et 2019. En 2013, elle a participé au lancement du projet de réseau européen pour les mathématiques industrielles EU-MATHS-IN. Elle a été membre du comité du Prix Abel en 2014 et 2015.

## Distinctions
Elle devient Fellow de la Society for Industrial and Applied Mathematics en 2016 « pour ses recherches remarquables sur les équations aux dérivées partielles et pour avoir fait progresser la reconnaissance des mathématiques appliquées au plan international ».
En 2018, elle est invitée au congrès international des mathématiciens (ICM 2018).
En 2019, elle reçoit le Prize for Distinguished Service to the Profession de la SIAM. Elle reçoit également le Prix Jacques-Louis-Lions de l'Académie des sciences.
En 2021, elle reçoit la médaille Blaise Pascal de l'Académie européenne des sciences. Depuis 2022 elle est Fellow du Conseil international des sciences.
Elle est chevalière de l'Ordre national du Mérite depuis mai 2012.